# Richwood, Louisiana
Richwood är en kommun (town) i Ouachita Parish i Louisiana. Vid 2010 års folkräkning hade Richwood 3 392 invånare.